# Abd Allah al-Ahmar

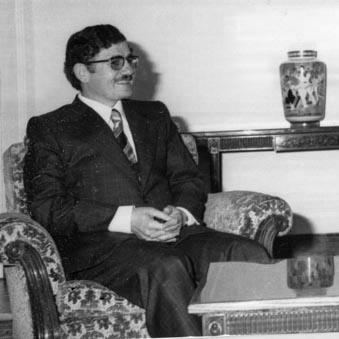

Abd Allah al-Ahmar (ur. 1936 w At-Tall) – syryjski polityk związany z partią Baas. Od 1970 zastępca sekretarza generalnego Przywództwa Narodowego partii Baas. W okresie rządów Hafiza al-Asada jeden z jego najbliższych współpracowników.

## Życiorys
Pochodzi z rodziny sunnickiej. Z wykształcenia jest prawnikiem. Działał w partii Baas i był związany z jej radykalnym skrzydłem kierowanym przez Salaha Dżadida i Hafiza al-Asada. Po tym, gdy frakcja radykalna dokonała w 1966 zamachu stanu i przejęła pełnię władzy w kraju, otrzymał stanowisko gubernatora Idlib. Następnie przeniesiono go na analogiczne stanowisko do Hamy.
W rywalizacji o władzę między Dżadidem i al-Asadem w latach 1968-1970 poparł tego drugiego. Gdy al-Asad przejął dyktatorskie rządy w Syrii po zamachu stanu, natychmiast wprowadził al-Ahmara do Przywództwa Regionalnego partii. Następnie al-Ahmar został również zastępcą sekretarza generalnego partyjnego Przywództwa Narodowego. Bliskie relacje z al-Asadem pozwoliły mu uzyskać w partii wpływy większe, niż wynikałoby to z pełnionych stanowisk. W listopadzie 1983 chory Hafiz al-Asad nakazał, by w razie jego śmierci władzę przejął tymczasowo sześcioosobowy komitet w składzie: minister spraw zagranicznych Abd al-Halim Chaddam, zastępca sekretarza generalnego Przywództwa Narodowego syryjskiej partii Baas Abd Allah al-Ahmar, minister obrony Mustafa Talas, szef sztabu armii syryjskiej Hikmat asz-Szihabi, premier Syrii Abd ar-Ra’uf al-Kasm i zastępca sekretarza generalnego Przywództwa Regionalnego syryjskiej partii Baas Zuhajr Maszarika.
Po śmierci Hafiza al-Asada i objęciu władzy w Syrii przez jego syna Baszszara al-Ahmar zachował początkowo pozycję w kierownictwie partyjnym, by stracić ją w 2005, gdy podobnie jak wszyscy wieloletni członkowie Przywództwa Regionalnego nie został ponownie do niego wybrany.